# Février 1923

## Événements
- 1er février, Allemagne : un dollar s’échange 47500 marks.

- 3 février : le Conseil de la SDN propose une ligne frontalière entre la Pologne et la Lituanie, reconnaissant ainsi l’annexion de Vilnius par la Pologne.

- 5 février : élection générale québécoise. Louis-Alexandre Taschereau (libéral) est réélu Premier ministre du Québec.

- 9 février : scandale au Salon des indépendants, l'œuvre de René Iché Forfaiture  est censuré par la police pour « indécence ». Première participation de Max Ernst, présence également de Raoul Dufy et de Jacques Lipchitz.

- 16 février : les Alliés reconnaissent le rattachement de Memel à la Lituanie en tant que territoire autonome.

- 18 février : la reine Elisabeth de Belgique, en voyage en Égypte en compagnie de son fils Léopold (futur roi Léopold III) et de l'égyptologue Jean Capart, inaugure officiellement dans la Vallée des Rois la Chambre funéraire du pharaon Toutankhamon.

- 25 février au 1er mai : le pilote britannique Alan Cobham remporte le « Britannia Challenge Trophy » pour son vol de Londres à Londres via l'Europe, l'Afrique et le Proche-Orient, soit environ 20 000 km en 130 heures de vol.

## Naissances
- 1er février : Ben Weider, homme d'affaires canadien († 17 octobre 2008).
- 3 février : Alys Robi, chanteuse et comédienne canadienne († 28 mai 2011).
- 4 février : Belisario Betancur Cuartas, président de la République de Colombie de 1982 à 1986 († 7 décembre 2018).
- 11 février : Pamela Sharples, personnalité politique britannique († 19 mai 2022).
- 12 février : Franco Zeffirelli, metteur en scène italien († 15 juin 2019).
- 13 février : Chuck Yeager, aviateur militaire américain et premier à franchir le mur du son († 7 décembre 2020).
- 15 février : Roser Bru, peintre et graveuse chilienne († 26 mai 2021).
- 16 février : Louis R. Desmarais, comptable agréé et ancien député fédéral du Québec († 25 mars 2017).
- 20 février : Helen Murray Free, chimiste américaine († 1er mai 2021).
- 22 février : François Cavanna, dessinateur humoristique et écrivain français († 29 janvier 2014).
- 24 février :
  - Frédéric Kiesel, poète, écrivain et journaliste belge († 15 février 2007).
  - Pierre Dumayet, journaliste, scénariste et producteur français († 17 novembre 2011).
  - Conrad Bain, acteur canadien († 14 janvier 2013).
- 26 février : Claude Parent, architecte français († 27 février 2016).

## Décès
- 10 février : Wilhelm Conrad Röntgen, physicien allemand.
- 20 février : Thomas George Roddick, médecin et député fédéral du Québec.